# Бербера
Бербе́ра (сом. Barbara, араб. بربرة) — місто в Сомалі, у де-факто державі Сомаліленд; порт на узбережжі Аденської затоки.
Бербера — вузол караванних шляхів. Через неї відбувається вся зовнішня торгівля країни: експорт худоби, шкір, смоли, риби; імпорт продуктів харчування, текстилю тощо. Розвинуте рибальство.
В місті є аеропорт. Цивільні пасажирські польоти здійснюються авіакомпаніями з ОАЕ, Кенії та Ефіопії.

## Географія
Місто і порт Бербера розташовані на північному заході Сомалі на узбережжі Аденської затоки.
Найближчий морський порт — Аден на протилежному (північному) березі протоки (255 км від Барбери). Відстань до найближчих континентальних міст: Харгейса — 150 км, Бурао — 120 км. До столиці Ефіопії Аддис-Абеби — 790 км.
Місто оточене пустелями і напівпустелями Сомалійської прибережної низовини. В Бербері збереглися низка архітектурних пам'яток епохи османського завоювання, однак значна частина з них ушкоджена в період громадянської війни в Сомалі.

### Клімат
Місто знаходиться у зоні, котра характеризується кліматом тропічних пустель. Найтепліший місяць — червень із середньою температурою 36.1 °C (97 °F). Найхолодніший місяць — січень, із середньою температурою 26.7 °С (80 °F).
| Клімат Бербери          | Клімат Бербери | Клімат Бербери | Клімат Бербери | Клімат Бербери | Клімат Бербери | Клімат Бербери | Клімат Бербери | Клімат Бербери | Клімат Бербери | Клімат Бербери | Клімат Бербери | Клімат Бербери | Клімат Бербери |
| Показник                | Січ.           | Лют.           | Бер.           | Квіт.          | Трав.          | Черв.          | Лип.           | Серп.          | Вер.           | Жовт.          | Лист.          | Груд.          | Рік            |
| Абсолютний максимум, °C | 30             | 30             | 32             | 33             | 42             | 46             | 46             | 42             | 42             | 37             | 33             | 30             | 46             |
| Середній максимум, °C   | 26             | 27             | 28             | 30             | 33             | 37             | 37             | 37             | 36             | 31             | 29             | 27             | 32             |
| Середня температура, °C | 26             | 27             | 28             | 30             | 32             | 36             | 36             | 36             | 35             | 31             | 28             | 27             | 31             |
| Середній мінімум, °C    | 26             | 27             | 28             | 30             | 32             | 35             | 35             | 35             | 34             | 31             | 28             | 27             | 30             |
| Абсолютний мінімум, °C  | 22             | 21             | 25             | 24             | 21             | 25             | 26             | 23             | 25             | 25             | 21             | 25             | 21             |
| Днів з опадами          | 0              | 1              | 0              | 1              | 1              | 0              | 0              | 0              | 0              | 0              | 0              | 0              | 3              |
| Днів з дощем            | 0              | 1              | 0              | 1              | 1              | 0              | 0              | 0              | 0              | 0              | 0              | 0              | 3              |
| ----------------------- | -------------- | -------------- | -------------- | -------------- | -------------- | -------------- | -------------- | -------------- | -------------- | -------------- | -------------- | -------------- | -------------- |
| Джерело: Weatherbase    |                |                |                |                |                |                |                |                |                |                |                |                |                |

## Історія
Назва міста Бербера походить від давньої назви африканського узбережжю вздовж південного берега Аденської затоки. Вважається, що тут було стародавнє місто Малао, яке за описом у восьмому розділі «Періпл Еритрейського моря», написаним в перші вікі нашої ери грецьким купцем, знаходилося у 800 стадіях від міста Аваліт. В періплі воно описується як «Відкритий рейд, захищеному від моря косою на сході. Тут тубільці більш мирні. Продаються в цьому місці … багато тунік, плащів, фарбованого одягу, посуду, небагато листової м'якої міді, заліза. Золотих і срібних монет не так багато. Експортується з цих місць мирра, трохи ладан, інколи кориця … і раби, але рідко».
У XIII столітті місто було вже описане арабськими географами і мандрівниками Ібн Саїдом і Ібн Батута, які відзначили, що місто, яке вони побачили, було не тільки центром великої торгівлі, тут ще активно торгували рабами, займалися обробкою слонової кістки.
Стратегічне розташування міста на берегах Червоного моря зацікавило турків, які у 1546 році захопили північно-західну частину Сомалі разом з Берберою. Відомості Бербері принесло те, що в наступні століття вона стала місцем щорічного ярмарку, який відбувався в період з жовтня по квітень. Всі ці роки вона залишалася містом інтенсивної торгівлі, куди, однак, не допускали європейських купців.

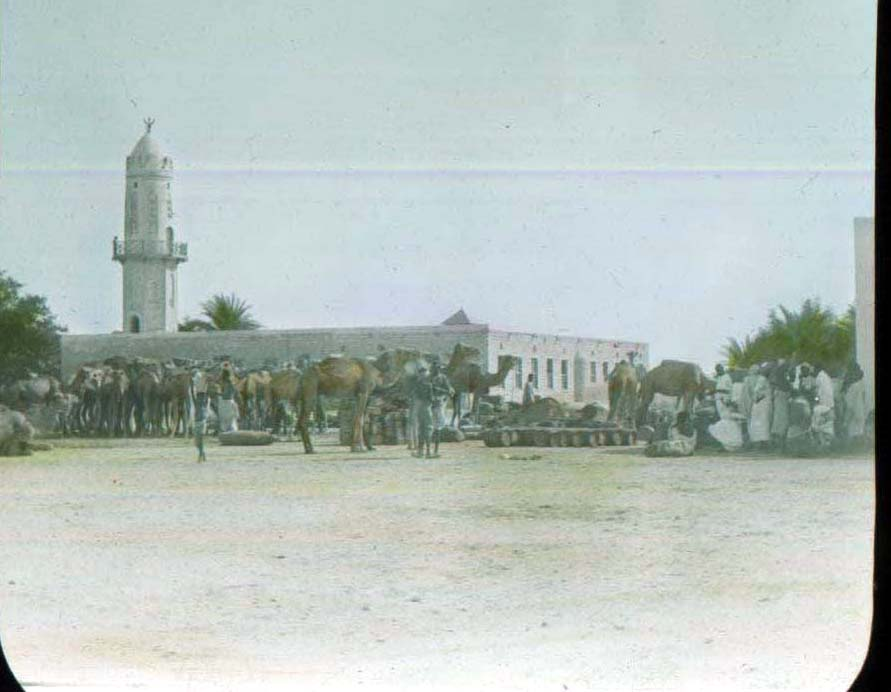
Бербера. 1896

Європейцям місто відкрилося в XIX столітті, коли сюди були організовані перші експедиції британських дослідників. Одна з таких поїздок дослідника Річарда Бертона у 1855 році закінчилася кривавою різаниною: вночі 19 квітня на його табір напало декілька сотень сомалійських списоносців. Бертону вдалося втекти до Адена, хоча багато хто з його соратників були вбиті. Однак це не завадило Бертону написати пізніше, що «Бербера — це дійсно ключ від Червоного моря. Розташована в центрі Східно-Африканського руху, вона єдиним безпечним місцем для судноплавства на західному узбережжі Еритреї від Суецу до Гвардафую, гавань, на землях придатних для рослинництва, оточена пагорбами, порослими соснами та іншими цінними породами дерев, у порівняно помірному кліматі, завжди була бажаною багатьом іноземним завойовникам. Обставини кинули її до наших рук і якщо ми відмовимося від цього шансу, інші конкуруючі нації будуть не такі сліпі».
Британці сприйняли цю інформацію як керівництво до дії: з 1884 до 1941 року місто було адміністративним центром Британського Сомалі і головним морським портом колонії. У 1940–1941 роках Британський Сомаліленд був окупований італійцями і входив до складу Італійської Східної Африки. Колоніальна влада оголосила про готовність надати Сомаліленду незалежність влітку 1960 року. У тому ж році на референдумі було прийнято рішення про об'єднання колишнього Британського Сомалі з Італійським Сомалі в державу Сомалі.
11 вересня 1960 року були встановлені дипломатичні відносини між Сомалі і СРСР, а у 1962 році відбулися перші військово-дипломатичні контакти між двома державами. Згідно з міжурядовою угодою наприкінці 1962 року розпочалися роботи з підготовки до будівництва СРСР порту в Бербері: наприкінці року в Берберу прибула експедиція НДІ «Союзморнііпроект». У 1964 році проведені гідрографічні дослідження акваторії. Будівництво порту за участі радянських фахівців розпочалося 15 січня 1965 року. Перший причал порту був зданий в експлуатацію 1 травня 1968 року.
У лютому 1972 року Сомалі у складі урядової делегації відвідав міністр оборони СРСР маршал Радянського Союзу А. А. Гречко. Під час цього візиту була досягнута угода про заходи радянських кораблів у порти Сомалі і створення пункту матеріально-технічного забезпечення для обслуговування радянських підводних човнів в порту Бербера. Крім того, у тому ж році була підписана угода про періодичне базування на аеродромі Бербера літаків розвідувальної і протичовнової авіації Ту-95РЦ і Іл-38.
ПМТЗ ВМФ СРСР проіснував у Бербері до 1977 року: під час першої ефіопсько-сомалійської війни Радянський Союз надав значну підтримку Ефіопії. В результаті 13 листопада 1977 року президент Сомалі Мохамед Сіад Барре оголосив про припинення дії радянсько-сомалійського договору від 11 липня 1974 року. 20 листопада, під прикриттям кораблів 8-ї оперативної ескадри радянська військово-морська база була евакуйована. Після евакуації радянської військово-морської і авіаційної бази з Бербери, у серпні 1980 року уряд Сомалі підписав угоду з США, згідно з якою надав право американським бойовим кораблям користуватися сомалійськими портами, а американським військово-повітряним силам — авіабазами у Бербері, Могадишо і Кісмайо. Американські бази проіснували до початку 1990-х.